# Consulenza educativa
La consulenza educativa è una delle frontiere più recenti della pedagogia intesa non più come mero insegnamento, ma come libera professione. 
La consulenza educativa attuata dall'educatore professionale e dal pedagogista è processo di aiuto ai genitori in difficoltà nella relazione con i propri figli che consiste nell'analisi del vissuto familiare partendo dal parto in poi, per arrivare al rapporto genitori-figli, al rapporto del figlio col gruppo dei pari e al suo relazionarsi con la società che lo circonda. 
Il consulente tramite metodi propri della pedagogia sperimentale aiuta i genitori a modificare il loro modo di rapportarsi col minore per migliorare le eventuali difficoltà incontrate nell'educazione del bambino o dell'adolescente.